# Isohelie

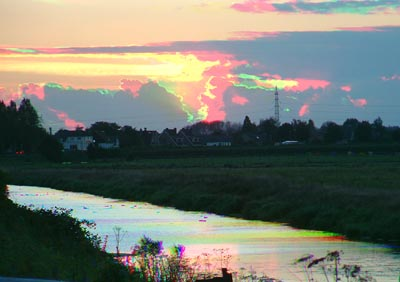
Een voorbeeld van isohelie: tricolor-effect

Isohelie is een fotografische techniek waarbij het aantal waarden van de toonschaal wordt teruggebracht tot slechts enkele kleur- of grijstintwaarden van gelijke dekking.
Bij kleurenfotografie is het mogelijk een vervreemdend effect te bereiken door bijvoorbeeld drie foto's van dezelfde, veranderende situatie te nemen, waarbij hetzelfde negatief driemaal wordt belicht en bij elke foto een ander kleurfilter wordt gebruikt: de drie basiskleuren rood, blauw en groen. Wanneer de fotograaf zo een windmolen fotografeert, komen de wieken in deze drie kleuren tevoorschijn op het eindresultaat. In de illustratie heeft de fotograaf met tussenpozen van tien minuten hetzelfde weiland gefotografeerd. Later zijn de drie kleurkanalen digitaal verwisseld.